# Göteborgs högre realläroverk
Göteborgs högre realläroverk var ett läroverk i Göteborg, 1868–1939. I skolbyggnaden där läroverket låg finns idag Schillerska gymnasiet.

## Historia
År 1845 grundades Realgymnasiet som en privat skola, instiftad av löjtnant Adolf Törnsten, stadskatecheten J. A. Grevillius och privatläraren magister C. J. Meijerberg.
Åren 1858-1883 var Axel Lewton Schiller rektor för realgymnasiet och under perioden ökade antalet elever från 60 till 204. Efter honom kallades skolan sedan ofta för Schillerska skolan, eller ibland Schillerska privatskolan.
I början på 1860-talet hade även elevantalet vid Göteborgs högre elementarläroverk ökat kraftigt. Därför beslutade Rikets Ständer vid den sista ståndsriksdagen 1865–1866 att i enlighet med Kungl. Maj:ts proposition anslå pengar för upprättande i Göteborg av ett treklassigt läroverk med rektor, två kolleger samt övningslärare. Beslutet stadfästes genom kungligt brev av den 29 juni 1866. Det nya läroverket började sin verksamhet den 24 januari 1868 med 13 elever. Liksom övriga elementarläroverk hade det både en reallinje och en klassisk linje. Göteborgs treklassiga elementarläroverk blev därmed det första elementarläroverk i landet, som bestod av enbart en linje.
Den 1 juli 1882 fick skolan status av --ett högre å reallinien fullständigt läroverk, hvarest undervisning skall meddelas endast i de t;ll reallinien hörande läroämnen, enligt Kungligt brev av den 28 april 1882.
Realläroverkets första rektor blev föreståndaren för Göteborgs Nya Elementarläroverk för flickor, filosofie doktor Nils Abraham Johanson. Denne efterträddes 1904 av lektorn vid Nyköpings högre allmänna läroverk, filosofie doktor August Vilhelm Falk, som efterträddes av adjunkten vid läroverket, filosofie licentiat Eric Alexander Hallgren. Rektorn vid Falu högre allmänna läroverk, filosofie doktor Sven Ivar Sefve, efterträdde Hallgren 1 juli 1928. 
Godkänd mogenhetsexamen avlades för första gången på höstterminen 1885.
År 1895 hade skolan 627 inskrivna elever.   
Vid höstterminen 1939 upprättades en latinlinje vid skolan, vars namn ändrades till Vasa högre allmänna läroverk .

## Byggnader
Verksamheten inrymdes till en början i navigationsskolans gamla lokal vid Rosenlund, men tvingades 1879 att hyra fyra skollokaler i manbyggnaden på landeriet Kristinelund. Två år senare hyrde man ytterligare två lokaler i byggnaden. Undervisningen bedrevs därmed på två adresser under två år.
År 1881 flyttade man till tre våningar i huset 76B i 14:e roten vid Kristinelundsgatan 14, som inrymde samtliga läsavdelningar. Läroverkets fortsatta expansion gjorde att en provisorisk envånings träbyggnad med samlingssal och sex lärosalar, uppfördes på tomten nr 81 och närliggande del av nr 80 i 14:roten — vid Södra vägen 15 och 17. Under hösten 1883 togs lokalerna i bruk. 
Byggnaden exproprierades 1884 av Göteborgs stad och hyrdes därefter ut till Göteborgs högskola från 1891. Huset var ritat av arkitekten Johan August Westerberg och revs 1970. Från höstterminen 1881 upprättades en femte realklass, enligt skrivelse den 31 maj 1880 av stiftets eforus.
Den 21 maj 1883 beslutade Göteborgs stadsfullmäktige att bevilja skolan 394 000 kronor för en nybyggnad vid Vasagatan. Byggmästare var P.J. Rapp. Den faktiska kostnaden blev 540 000 kronor. Den 1 september 1886 flyttade man in i de nya lokalerna, och skolan invigdes 6 juni 1887. Arkitekt var Hans Hedlund. 
Byggnaden hade centralvärmning av luft från ett rum i källaren. Genom murade kanaler, leddes varmluften därefter till varje rum. En fläkt, skött av skolans vaktmästare, drevs av en liten ångmaskin, som transporterade luften vidare. Varmvattenkaminer i större utrymmen, fungerade som förstärkning under kalla dagar. Teknologkongressen "Andra Chalmeristmötet i Göteborg 1887", studerade skolans värmeanläggning under en hel dag. Den betraktades som en innovation av högsta klass.
År 1913 blev skolan utvidgad genom en betydande till- och påbyggnad.